# Östra Haksjön
Östra Haksjön är en sjö i Dals-Eds kommun i Dalsland och ingår i Örekilsälvens huvudavrinningsområde. Sjön är 23 meter djup, har en yta på 0,255 kvadratkilometer och befinner sig 152,5 meter över havet. Sjön avvattnas av vattendraget Stampbäcken.

## Delavrinningsområde
Östra Haksjön ingår i det delavrinningsområde (653805-127124) som SMHI kallar för Utloppet av Östra Haksjön. Medelhöjden är 167 meter över havet och ytan är 1,56 kvadratkilometer. Det finns ett avrinningsområde uppströms, och räknas det in blir den ackumulerade arean 5,72 kvadratkilometer. Stampbäcken som avvattnar avrinningsområdet har biflödesordning 3, vilket innebär att vattnet flödar genom totalt 3 vattendrag innan det når havet efter 72 kilometer. Avrinningsområdet består mestadels av skog (84 procent). Avrinningsområdet har 0,24 kvadratkilometer vattenytor vilket ger det en sjöprocent på 15,3 procent.